# Cerapachys nitens
Cerapachys nitens är en myrart som beskrevs av Horace Donisthorpe 1949. Cerapachys nitens ingår i släktet Cerapachys och familjen myror. Inga underarter finns listade i Catalogue of Life.

## Bildgalleri

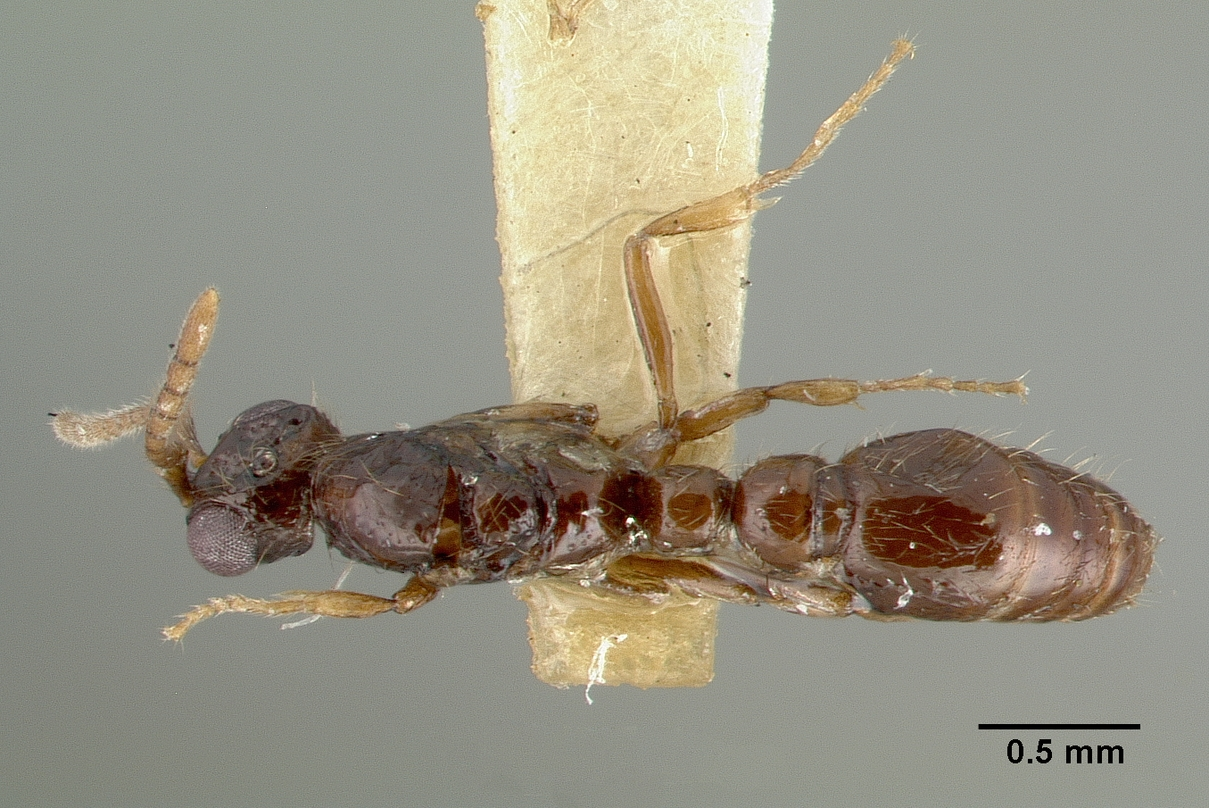
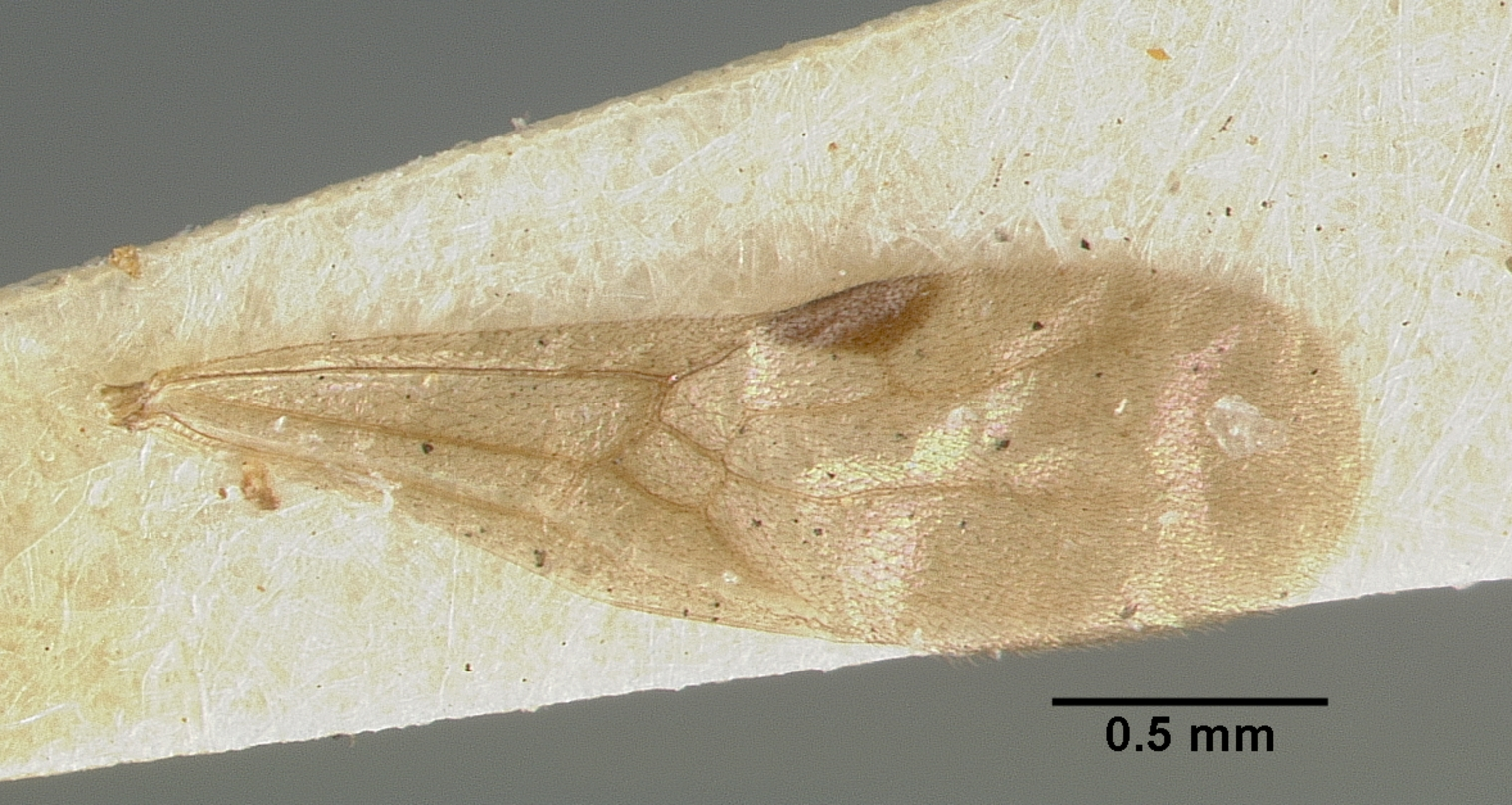
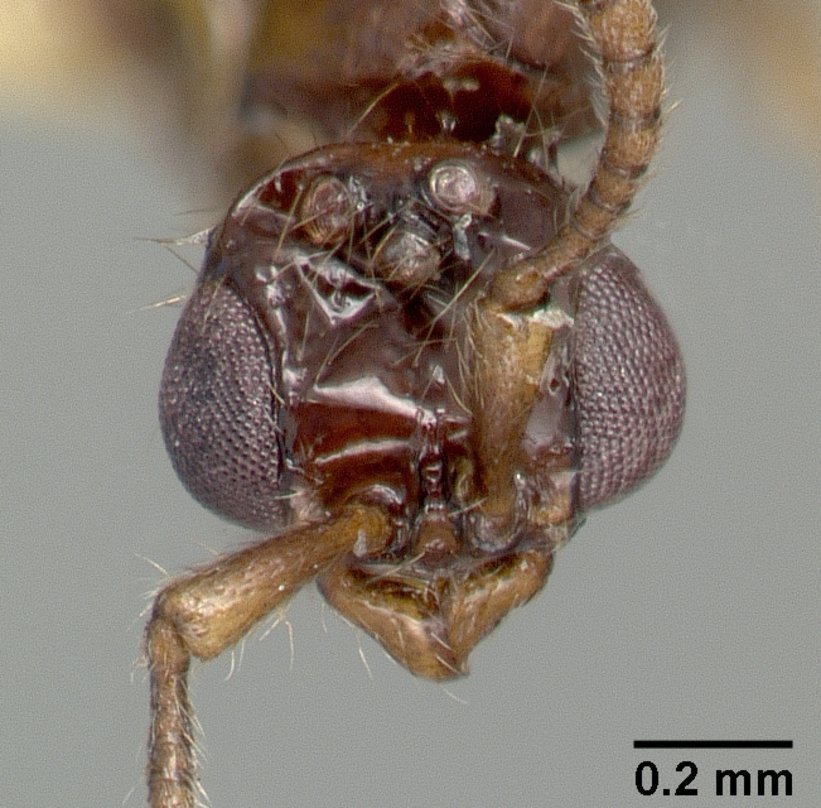
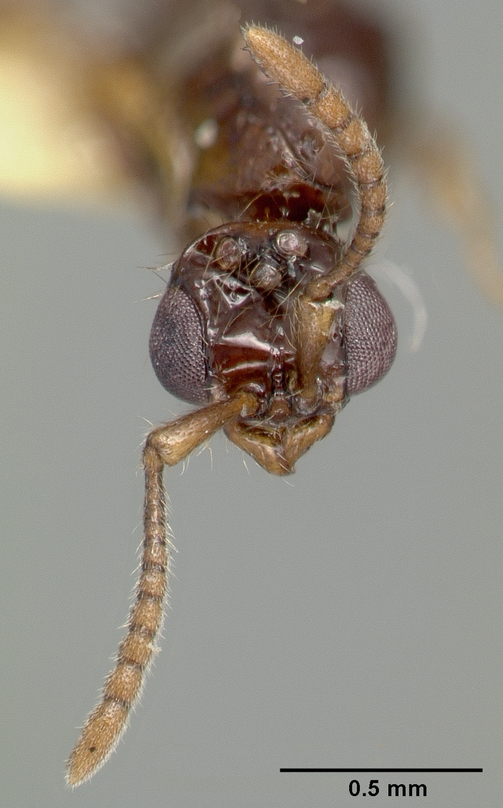
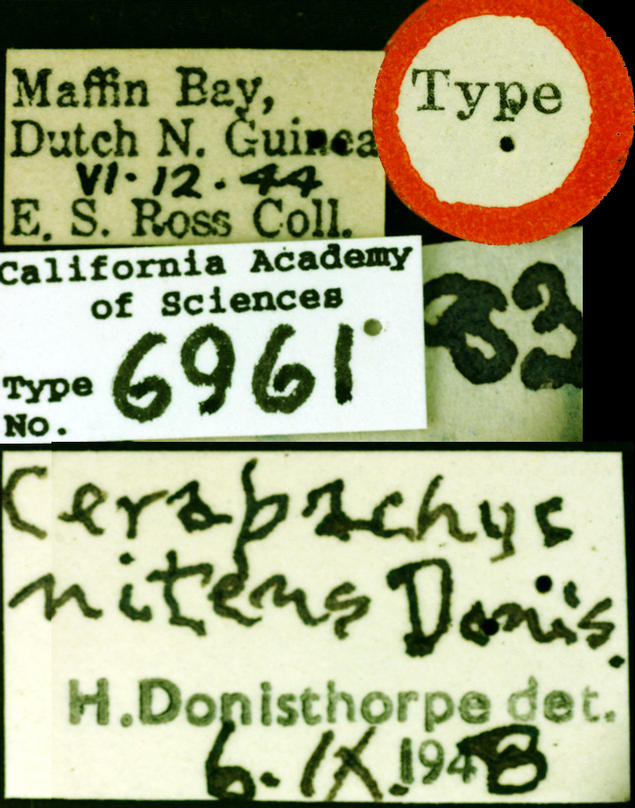
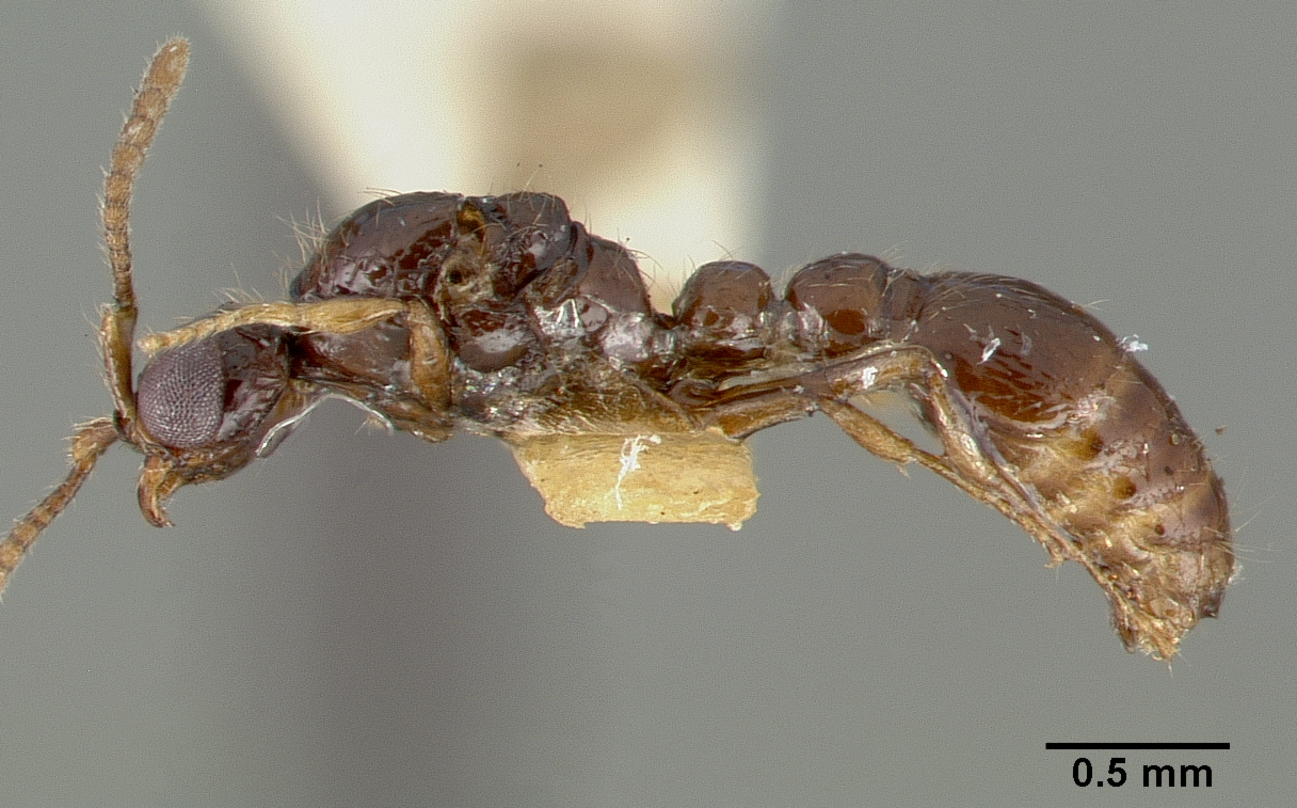